# 查理必死
《查理必死》（英語：The Necessary Death of Charlie Countryman）是一部2013年美国犯罪愛情喜劇剧情片，瑞典导演弗莱德里克·邦德执导，Matt Drake编剧。西亞·李畢福、魯伯特·葛林、伊雯·瑞秋·伍德、邁茲·米克森和提爾·史威格主演。于2013年1月的圣丹斯电影节上亮相，之后又入围第63届柏林影展主竞赛单元。英国于2013年11月8日上映。

## 剧情
查理爱上了一个漂亮女孩盖比，但盖比是黑帮老大尼格尔的老婆。为了让盖比脱离黑手党的控制与自己双宿双飞，查理以极大地勇气制造了一场混乱，谁知却让自己陷入极为不利的境地。

## 角色
- 西亞·李畢福 - Charlie Countryman
- 伊雯·瑞秋·伍德 - Gabi Banyai
- 魯伯特·葛林 - Carl
- 邁茲·米克森 - Nigel
- 提爾·史威格 - Darko
- 梅莉莎·李歐 - Charlie的母亲
- 凡妮莎·寇比 - Felicity
- 詹姆斯·伯克利 - Luke
- Montserrat Lombard - Madison
- Lachlan Nieboer - Ted
- 奧布瑞·普拉扎 - Ashley
- Adrian Pavlovschi - Bosko
- Cosmin Padureanu - Pedrag
- Cristian Nicolae - Craig
- 約翰·赫特 - Narrator

## 制作
2012年5月至6月在罗马尼亚取景拍摄。

## 评价
媒体综评29分，烂番茄新鲜度29%，口碑以差评为主。